# Commandement stratégique conjoint de la flotte du Nord
Le Commandement stratégique conjoint de la flotte du Nord (en russe : Объединённое стратегическое командование «Северный флот»), souvent appelé « district militaire nord », est un ancien district militaire des forces armées russes, sa juridiction étant principalement dans la région nord de la Russie européenne et de l'océan Arctique,.
Le Commandement stratégique conjoint de la flotte du Nord est le troisième plus grand district militaire par sa taille géographique. Il contient quatre sujets fédéraux : l'oblast d'Arkhangelsk, la république des Komis, l'oblast de Mourmansk, l'okroug autonome de Nénétsie. De plus, le commandement contient la plupart des îles russes de l'océan Arctique, y compris celles situées dans des sujets fédéraux ne faisant pas partie du district. L'objectif principal du commandement est de concentrer toute la responsabilité militaire sur les territoires russes dans l'Arctique ainsi que de sécuriser tous les intérêts russes et la projection de puissance dans la région.
Le commandement a son siège à Severomorsk.
Le 1er mars 2024, il est intégré au district militaire de Léningrad sur décret du président Vladimir Poutine et perd son statut de district militaire.

## Histoire

L'ancienne zone de responsabilité du Commandement stratégique conjoint du Nord.

Le commandement stratégique conjoint de la flotte du Nord est créé le 1er décembre 2014 lorsqu'il est séparé du district militaire ouest, initialement en tant que seul commandement militaire conjoint de la Russie à donner une plus grande autonomie à la flotte du Nord de la marine russe,,.
Le commandement militaire reçoit le statut de district militaire le 1er janvier 2021, selon un décret signé par le président russe Vladimir Poutine le 5 juin 2020. Le décret établit la flotte du Nord en tant que « formation territoriale conjointe » des forces armées russes, remplissant les fonctions d'un district militaire. En conséquence, les oblasts d'Arkhangelsk et de Mourmansk, la république des Komis et l'okrug autonome des Nénétsie sont retirés de la zone de responsabilité du district militaire occidental et placés sous la flotte du Nord.
Le 26 février 2024, un décret signé par Vladimir Poutine fait disparaître le district militaire ouest, qui est divisé entre le district militaire de Moscou et celui de Léningrad, auquel est intégré le Commandement stratégique conjoint de la flotte du Nord. La mesure devient effective le 1er mars 2024, avec la perte par l'unité de son statut de district militaire. 

## Direction

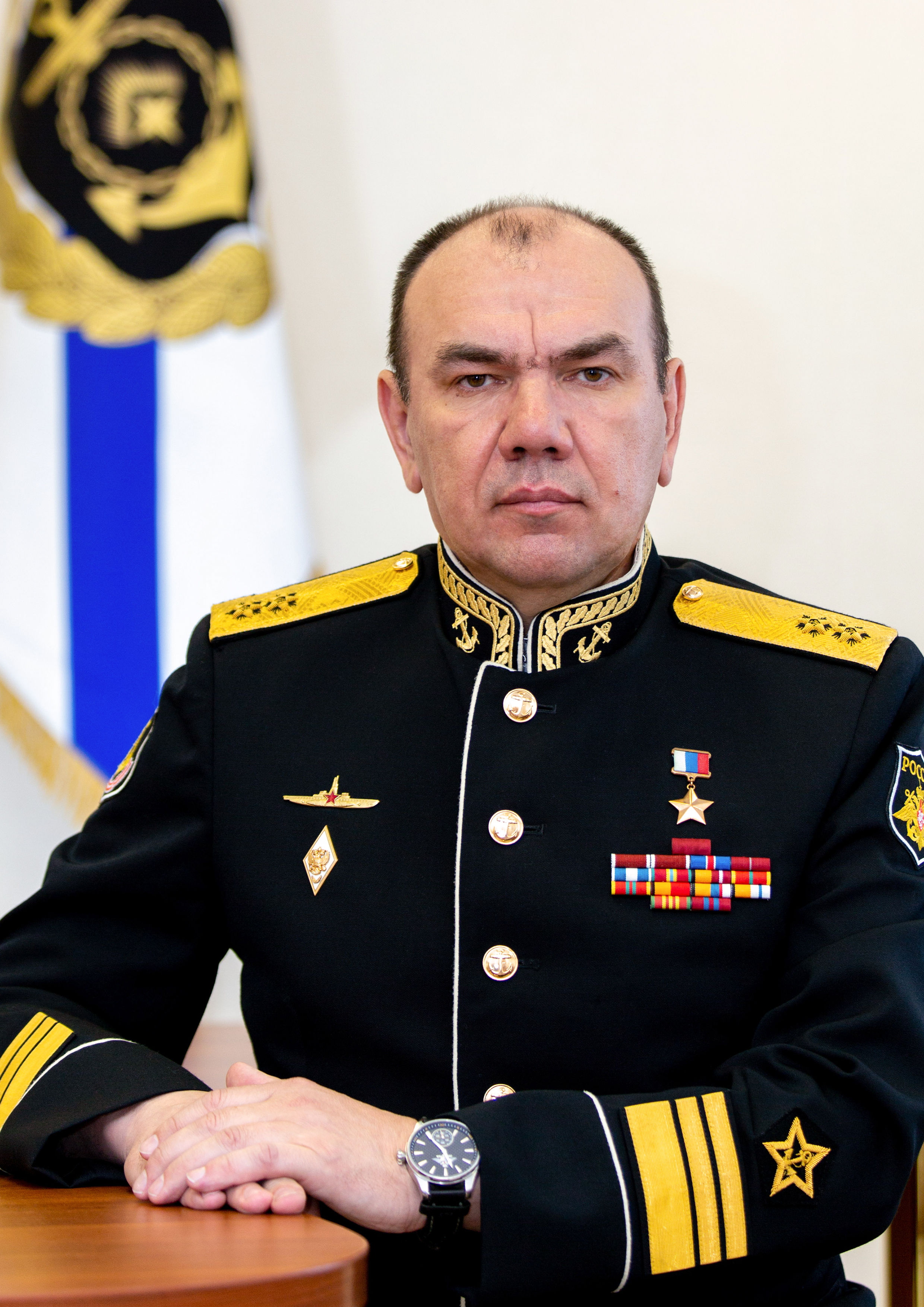
Le vice-amiral Aleksandr Moïsseïev en 2019.

De la formation du commandement en décembre 2014 à décembre 2020, il est dans l'habitude que le commandant en exercice de la flotte du Nord soit également le commandant de la direction du commandement stratégique conjoint. En janvier 2021, après la transition du commandement militaire au district, la direction est élevée au niveau de commandant du district militaire.

### Commandants
- Amiral Vladimir Korolev (22 décembre 2014 - novembre 2015) ;
- vice-amiral Nikolaï Ievmenov (novembre 2015 - 3 mai 2019 ; par intérim de novembre 2015 au 6 avril 2016) (plus tard amiral) ;
- vice-amiral, puis amiral, Aleksandr Moïsseïev (3 mai 2019 - 10 mars 2024).

## Composition
Selon un rapport de l'Institut pour l'étude de la guerre, en mars 2018, le commandement comprend,:

### Flotte du Nord
- 43e division de navires lance-missiles, à Severomorsk[10] :
  - porte-avions de la classe Kuznetsov : Amiral Kouznetsov ;
  - croiseurs de combat nucléaires lourds lance-missiles de la classe Kirov : Pierre le Grand et Amiral Nakhimov ;
  - croiseur lance-missiles de la classe Slava : Maréchal Oustinov ;
  - destroyer lance-missiles de la classe Sovremenny : Amiral Ouchakov ;
- 14e brigade de navires anti-sous-marins, unité n° 20546 (région de Mourmansk, Severomorsk) ;
- 43e division distincte des navires pour la protection des eaux territoriales (Severodvinsk) ;
- 44e groupe de navires de soutien (région d'Arkhangelsk, Severodvinsk) ;
- 432e détachement de navires de soutien (région de Mourmansk, Severomorsk) ;
- 41e district du service hydrographique (région d'Arkhangelsk, Severodvinsk) ;
- flottille des forces diverses de Kola (bannière rouge), unité militaire n° 36070 (région de Mourmansk, Poliarny) :
  - 121e brigade de navires de débarquement, unité militaire n° 36045 (Poliarny) ;
  - 161e brigade sous-marine, unité militaire n° 36021 (Poliarny) ;
  - 7e brigade de gardes de navires pour la protection de la zone d'eau, unité militaire n° 90829 (Poliarny) ;
  - 86e équipe de sauvetage du département de recherche et de sauvetage (région de Mourmansk, Poliarny) ;
  - un détachement de navires de soutien (Mourmansk, région de Rosliakovo) ;
  - 8e groupe de navires de soutien (Mourmansk, district de Rosliakovo) ;
  - 601e division distincte de navires hydrographiques (région de Mourmansk, Poliarny) ;
  - 518e bataillon de reconnaissance, unité militaire n° 20524 (région de Mourmansk, Poliarny) ;
- forces sous-marines du Drapeau rouge de la flotte du Nord (région de Mourmansk, Gadjievo) :
  - 7e division sous-marine (Vidiaïevo) ;
  - 11e division sous-marine (Zaozersk) ;
  - 31e division sous-marine (Gadjievo) ;
  - 24e division sous-marine (Gadjievo) ;
  - 29e brigade distincte de sous-marins spéciaux GUGI, unité militaire n° 13090 (région de Mourmansk, Gadjievo, localité d'Olenia Gouba).

### Forces aériennes et antiaérienne
La 45e armée de l'air et des forces de défense aérienne est la principale formation de l'armée de l'air affectée à la flotte du Nord. À partir de 2021, les unités de chasse se composent de plusieurs régiments avec une combinaison d'avions de chasse et d'attaque MiG-29, MiG-31, Su-24, Su-25, Su-27, Su-33 et Su-34. Des avions et hélicoptères anti-sous-marins, ISTAR et de transport supplémentaires sont également déployés au sein de l'armée de l'air. Le 40e régiment d'aviation mixte, pilotant des bombardiers Tu-22M, est également déployé dans la zone opérationnelle de la flotte du Nord mais reste sous le commandement des forces d'aviation russes à long rayon d'action.
Les éléments de défense aérienne est constitués de systèmes de missiles et d'artillerie Pantsir-S1, mis en service sur l'île Kotelny de l'archipel des îles de Nouvelle-Sibérie en 2014. Le déploiement de systèmes de défense aérienne à moyenne et longue portée dans cette zone est également prévu.
Le commandement impliqué est le 1er commandement des forces de défense aérienne et antimissile, comprenant les 531e, 583e et 1258e régiments de défense aérienne, les 331e et 332e régiments radio-techniques, avec d'autres unités stationnées dans les oblasts de Mourmansk, de Tchoukotka et d'Arkhangelsk. Le commandant en chef de l'armée de l'air, le colonel-général Viktor Bondarev, déclare dans une interview qu'en 2017, le complexe aéroportuaire de Tiksi sera opérationnel et équipés d'intercepteurs MiG-31 améliorés,.
Un certain nombre de redésignations à partir de 2014 changent l'ordre de bataille apparent. Les brigades de défense aérienne et spatiale sont ramenées à la nomenclature familière des divisions de défense aérienne, et ainsi la 1re division de défense aérienne est réformée. Le 1er commandement des forces aériennes et de défense aérienne revient au titre précédent 6e armée de l'air et des forces de défense aérienne. En janvier 2016, le ministre de la Défense, Sergueï Choïgou, annonce que la 45e armée aérienne et de défense aérienne de la flotte du Nord (45-я армия ВВС и ПВО Северного флота) a été formée en décembre 2015. La force comprend les 1re et 3e divisions de défense aérienne et au moins 6 autres régiments d'aéronefs, dont les 100e et 279e régiments d'aviation de chasse embarqués, et le 73e escadron anti-sous-marin à long rayon d'action de Tupolev Tu-142.

#### Bases
Les aérodromes et les ports de plusieurs îles, qui sont utilisés pour la dernière fois par l'Union soviétique, sont rouverts : la « base aérienne temporaire » sur l'île de Kotelny dans les îles de la Nouvelle-Sibérie, la base aérienne de Rogatchevo en Nouvelle-Zemble et la base aérienne de Nagourskoïé dans l'archipel de la Terre François-Joseph. De plus, une nouvelle base navale sur l'île Wrangel est construite en 2014, en utilisant des bâtiments préfabriqués.
En outre, au moins sept aérodromes sur la partie continentale du cercle polaire arctique sont ouverts ou rouverts, notamment à Tiksi en Iakoutie, devant abriter l'essentiel de l'armée de l'air arctique. D'autres aérodromes continentaux incluent l'aéroport de Narian-Mar, l'aéroport d'Alykel près de la ville de Norilsk et les aéroports de Mys Chmidta et d'Ougolny, tous deux situés à Tchoukotka,, ou encore la base aérienne de Montchegorsk, celle d'Olenia ou de Severomorsk-3.

#### 45earméede l'air et de défense aérienne
- Quartier général, unité n° 06351 (commune de Safonovo, Severomorsk, région de Mourmansk)
- 40e régiment d'aviation mixte, unité militaire n° 36097 (aérodrome d'Olen'ya — sous le commandement de l'aviation à long rayon d'action)
- 98e régiment d'aviation mixte, base aérienne de Montchegorsk (équipée d'avions d'attaque Soukhoï Su-24, d'avions de reconnaissance Su-24MR et de Mil Mi-24)[20]
- 174e régiment d'aviation de chasse, base aérienne de Montchegorsk (équipée de Mikoyan-Gourevitch MiG-31BM)[20],[21]
- 403e régiment d'aviation mixte, base aérienne de Severomorsk-1[20],[10],[22] — formé le 1er décembre 2019 (équipée d'avion de guerre ASM Iliouchine Il-38)[22]
- 100e régiment d'aviation de chasse embarqué, base aérienne de Severomorsk-3, (équipée de chasseurs Mikoyan MiG-29 et Mikoyan MiG-29K)[20],[23],[24]
- 279e régiment d'aviation de chasse embarqué, base aérienne de Severomorsk-3[20],[10] (équipée de chasseurs Soukhoï Su-33)[20]
- 924e régiment d'aviation de missiles marins de la Garde, base aérienne d'Olenegorsk[10]
- 830e régiment d'hélicoptères ASM embarqués, base aérienne de Severomorsk-1[10] — formée le 1er décembre 2019 (équipée de Ka-27, Ka-29 et Ka-31)[22]
- 2e groupe d'aviation de la Garde, unité militaire n° 49324-2 (aérodrome de Kipelovo)
- 3e groupe d'aviation de la garde, unité militaire n° 49324-3 (aérodrome d'Ostafyevo)
- 73e escadron d'aviation ASM à long rayon d'action, unité militaire n° 39163 (Fedotovo, aérodrome de Kipelovo, région de Vologda) : Tu-142MR, Tu-142MK[20]
- 9e régiment de drones (aérodrome de Severomosk-1, région de Mourmansk)[22]
- 89e liaison aérienne séparée (Arkhangelsk, aéroport de Talagi) : 2 unités. An-26, 2 unités. Mi-8MTV-5
- Bureau du commandant de l'aviation (région d'Arkhangelsk, Mirny, aérodrome de Plesetsk)
- Bureau du commandant de l'aviation, île Kotelny[20]
- Bureau du commandant de l'aviation, base aérienne de Nagourskoïé, Terre d'Alexandra[20]
- Bureau du commandant de l'aviation, Terre du Nord[20]
- Bureau du commandant de l'aviation, base aérienne de Rogatchevo

- 1re division de défense aérienne (1-я дивизия ПВО), QG à la base aérienne de Severomosk-3[25]
  - 531e régiment de missiles anti-aériens, réparti entre Poliarny et Gadjievo (équipé de 24 systèmes antiaériens S-400 et de 6 Pantsir-S1)[20]
  - 583e régiment de missiles anti-aériens, base aérienne d'Olenegorsk, Olenegorsk (équipé de 12 systèmes antiaériens S-300 et 12 S-300PS)[20]
  - 1528e régiment de missiles anti-aériens, à Severodvinsk, Arkhangelsk (équipé de système antiaérien S-400)[26]
- 3e division de défense aérienne (3-я дивизия ПВО) — assurant la défense aérienne de l'Arctique russe[27]
  - 33e régiment de missiles anti-aériens, base aérienne de Rogatchevo — formé début 2019[20],[28],[29] (équipé de système antiaérien S-400)[30]
  - 414e régiment de missiles anti-aériens, aéroport de Tiksi — formé en 2019 (équipé de système antiaérien S-300PS)[20],[31],[29],[32]
  - Bataillon de missiles anti-aériens, Terre d'Alexandra (équipé de système antiaérien Pantsir-S1)[20],[33]

La 3e division de défense aérienne est formée en 2019 opérationnelle en 2020. Elle est responsable de la défense aérienne de l'Arctique.

### Troupes côtières
Les troupes côtières de la flotte du Nord (Береговые войска Северного флота) sont l'élément de combat terrestre de la flotte. Ils comprennent des unités d'infanterie de marine, des troupes côtières motorisées et des éléments côtiers de missiles et d'artillerie, :
- QG des troupes (à Severomorsk) ;
- compagnie distincte de sécurité et d'escorte armée du commandement de la garnison de Severomorsk (Отдельная рота охраны и сопровождения Военной комендатуры гарнизона Североморск) ;
- 211e bataillon de sécurité séparé de l'infanterie de marine (211-й Отдельный Батальон охраны МП) (base Olenegorsk-2)
- 58e compagnie de sécurité distincte (58-я отдельная рота охраны) (Gadjievo) ;
- 741e centre de transmissions (741-й центр связи) (Severomorsk) ;
- 186e centre séparé de guerre électronique (186-й отдельный центр радиоэлектронной борьбы) (Severomorsk) ;
- 63e régiment séparé du génie maritime (63-й отдельный морской инженерный полк) (Severomorsk) ;
- 14e corps d'armée (14-й армейский корпус)[25],[36],[20],[37],[38] ;
  - Commandement du corps (Командование корпуса) (Mourmansk) ;
  - 58e bataillon de commandement (58-й отдельный батальон управления) (Mourmansk) ;
  - 80e brigade de fusiliers motorisés des troupes côtières de la flotte du Nord (Arctique) (80-я отдельная мотострелковая бригада береговых войск Северного флота (арктическая)) (Alakourtti)[20],[39] ;
  - 200e brigade de fusiliers motorisés de la Garde Pechengskaïa, récompensée par l'ordre de Koutouzov (Arctique)[40] (200-я отдельная мотострелковая Печенгская ордена Кутузова бригада (арктическая)) (Petchenga) ;
- 61e brigade d'infanterie de marine Kirkenesskaïa, décorée de l'ordre du Drapeau rouge (61-я отдельная Киркенесская Краснознамённая бригада морской пехоты) (village de Spoutnik, près de Petchenga)[20],[41] ;
- 536e brigade de missiles et d'artillerie côtière (536-я отдельная береговая ракетно-артиллерийская бригада) (Snejnogorsk et Olenya Guba)[20],[41] ;
- 99e groupe tactique (99-я тактическая группа) (équipé du K-300P Bastion-P)[20],[42] (île Kotelny) ;
- 71e groupe tactique (71-я тактическая группа) (équipé du K-300P Bastion-P et Kh-35)[20],[43],[44],[45] (Terre d'Alexandra) ;
- ? groupe tactique (Н-я тактическая группа) (Rogatchevo, Nouvelle-Zemble) ;
- ? groupe tactique (Н-я тактическая группа) (Sredny Ostrov (en), Terre du Nord) ;
- renseignement naval (faisant partie du GRU, rattaché opérationnellement à la flotte du Nord) :
  - 420e détachement Spetsnaz du renseignement naval (420-й разведывательный пункт специального назначения) (Zverosovkhoze)[20] ;
- Commandos de nageurs de combat russes :
  - 160e détachement anti-PDSS séparé (160-й отдельный отряд борьбы с подводными диверсионными силами и средствами) (Vidiaïevo)[20],[46],[47] ;
  - 269e détachement anti-PDSS séparé (269-й отдельный отряд борьбы с подводными диверсионными силами и средствами) (Gadjievo)[48] ;
  - 313e détachement anti-PDSS séparé (313-й отдельный отряд борьбы с подводными диверсионными силами и средствами) (village de Spoutnik).

Les deux brigades de fusiliers motorisés de l'Arctique ont pour objectif d'accomplir des missions de patrouille côtière, protéger des sites et des territoires sur la côte des mers du Nord et de l'océan Arctique, de soutenir et d'escorter les navires naviguant le long de la route maritime du Nord et de démontrer la présence militaire dans l'Arctique.